# Liste des cours d'eau de l'Ardèche
Pour un article plus général, voir Réseau hydrographique de l'Ardèche.

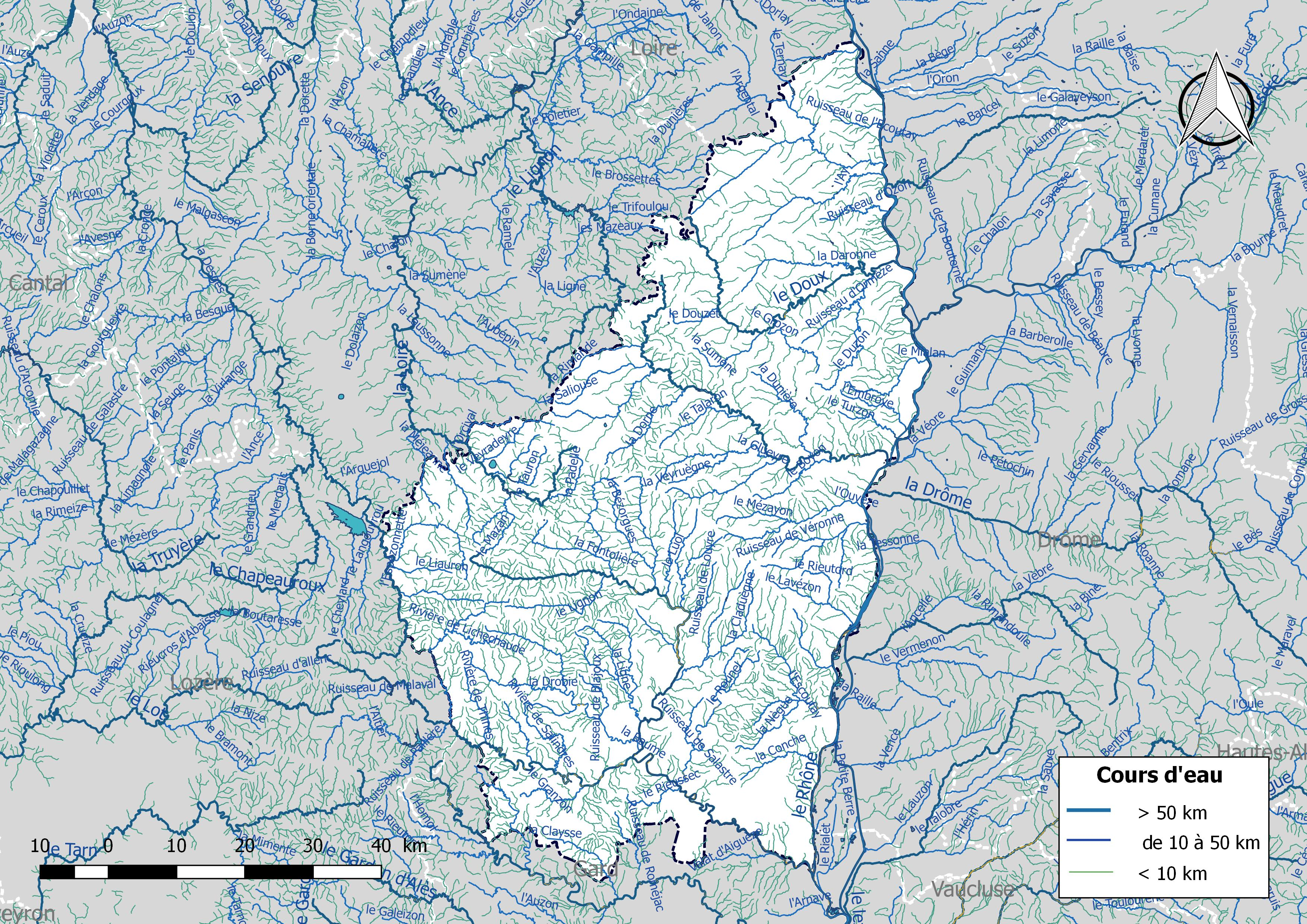
Réseau hydrographique du département de l'Ardèche.

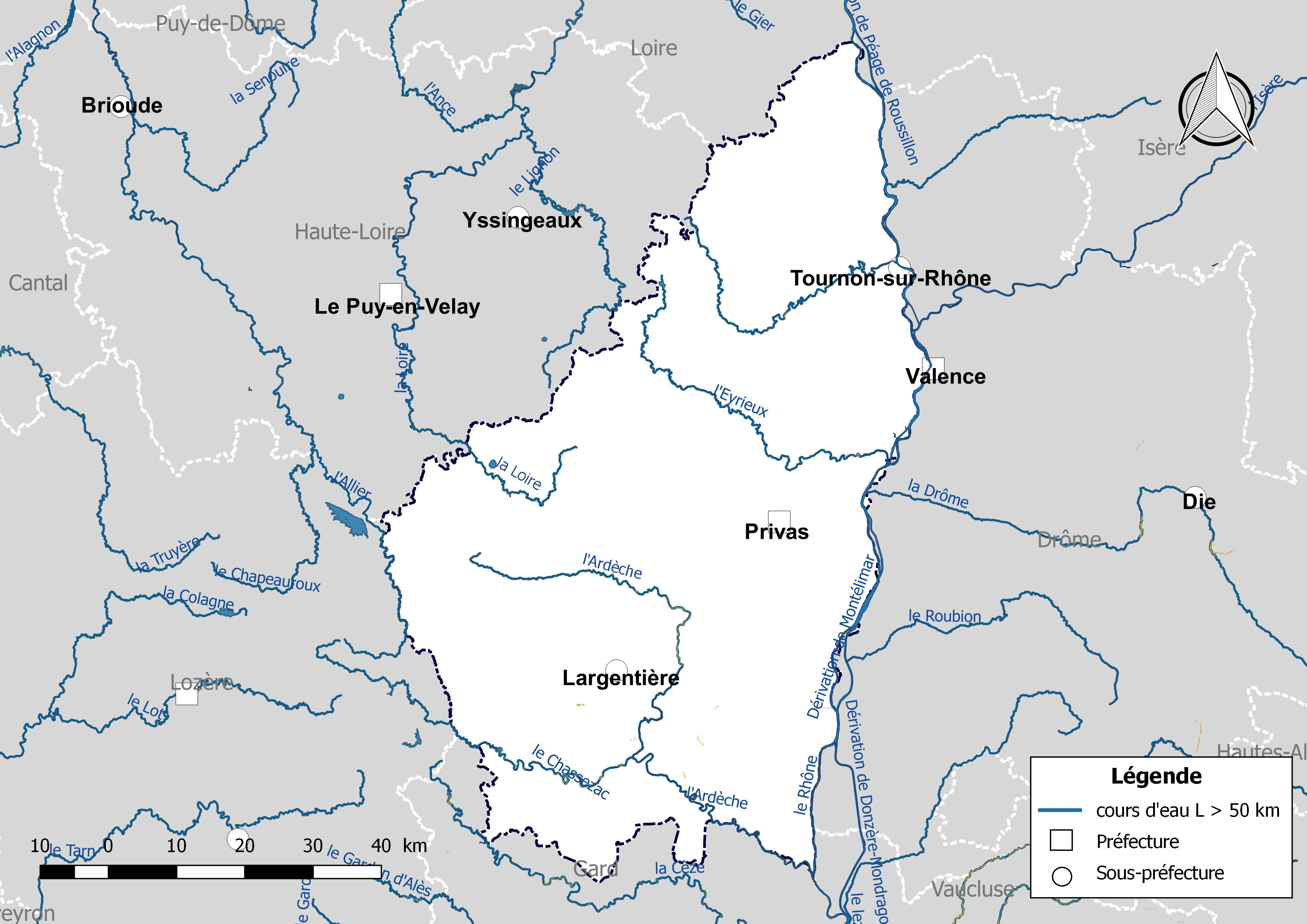
Carte des cours d'eau de longueur supérieure à 50 km drainant le département de l'Ardèche.

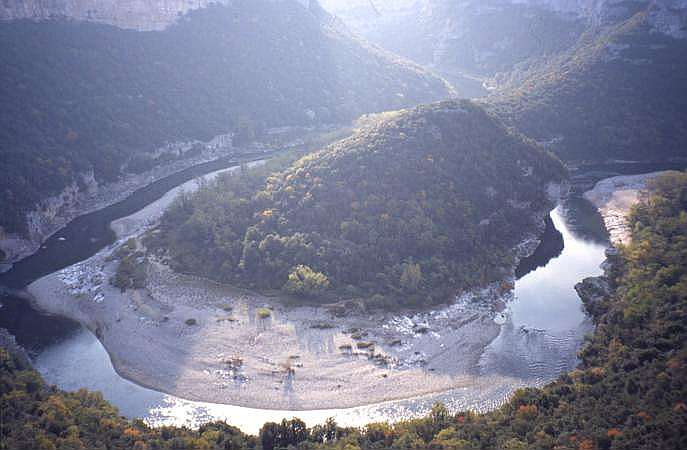
Gorges de l'Ardèche : le cirque de la Madeleine.

Liste des fleuves, rivières et autres cours d'eau qui parcourent en partie ou en totalité le département de l'Ardèche. La liste présente les cours d'eau, généralement de plus de 10 km de longueur, sauf exceptions. Les cours d'eau en Ardèche représentent 5 000 km dont 3 500 km sont en cours d'eau de première catégorie. Ces cours d'eau du département de l'Ardèche sont regroupés en six syndicats de rivières.

## Classement par ordre alphabétique

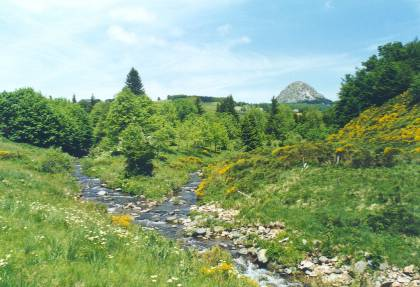
Confluent de l'Aigue Nègre avec la Loire devant le Mont Gerbier de Jonc au fond à droite.

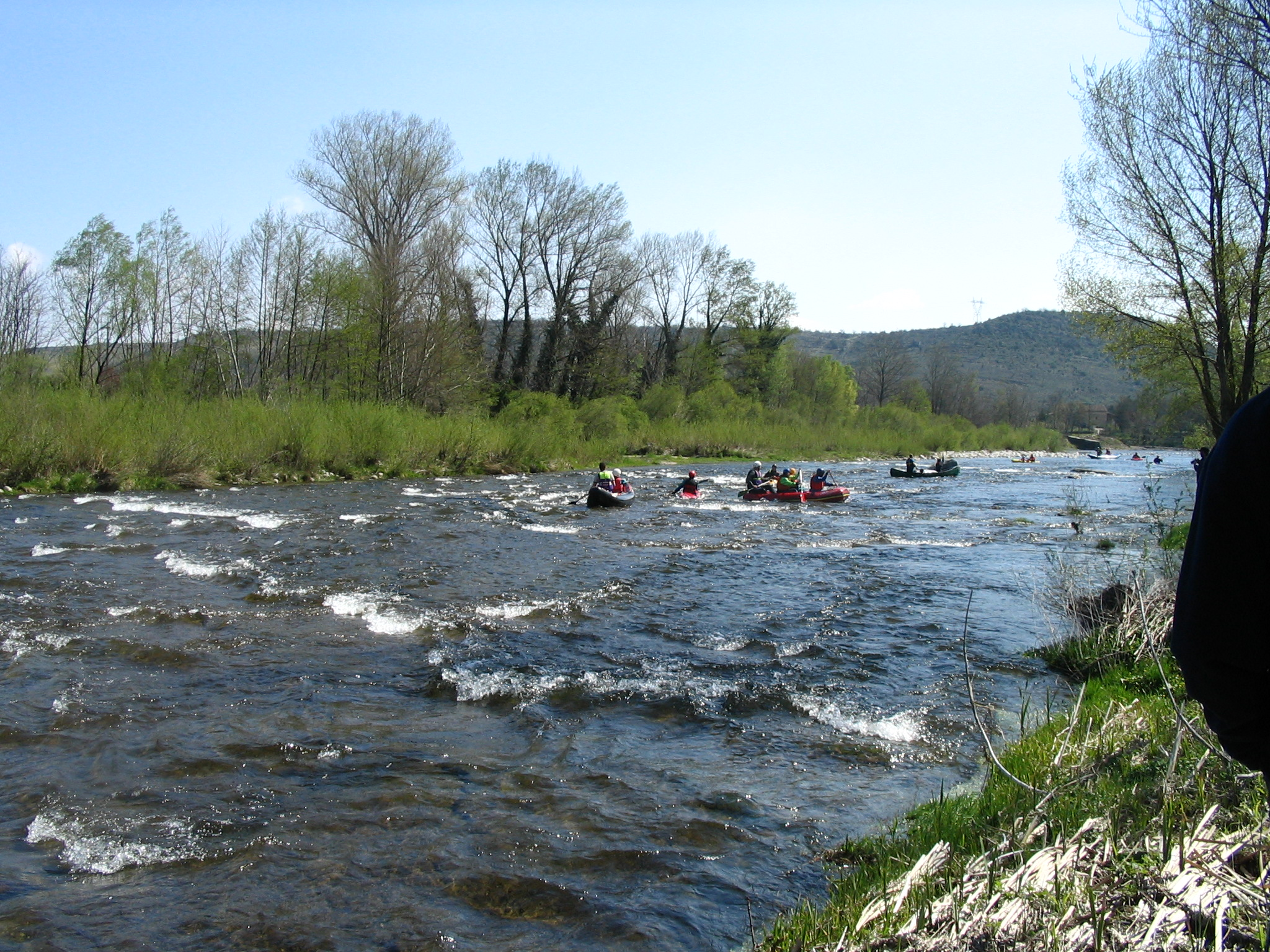
La Beaume aux environs de Rosières.

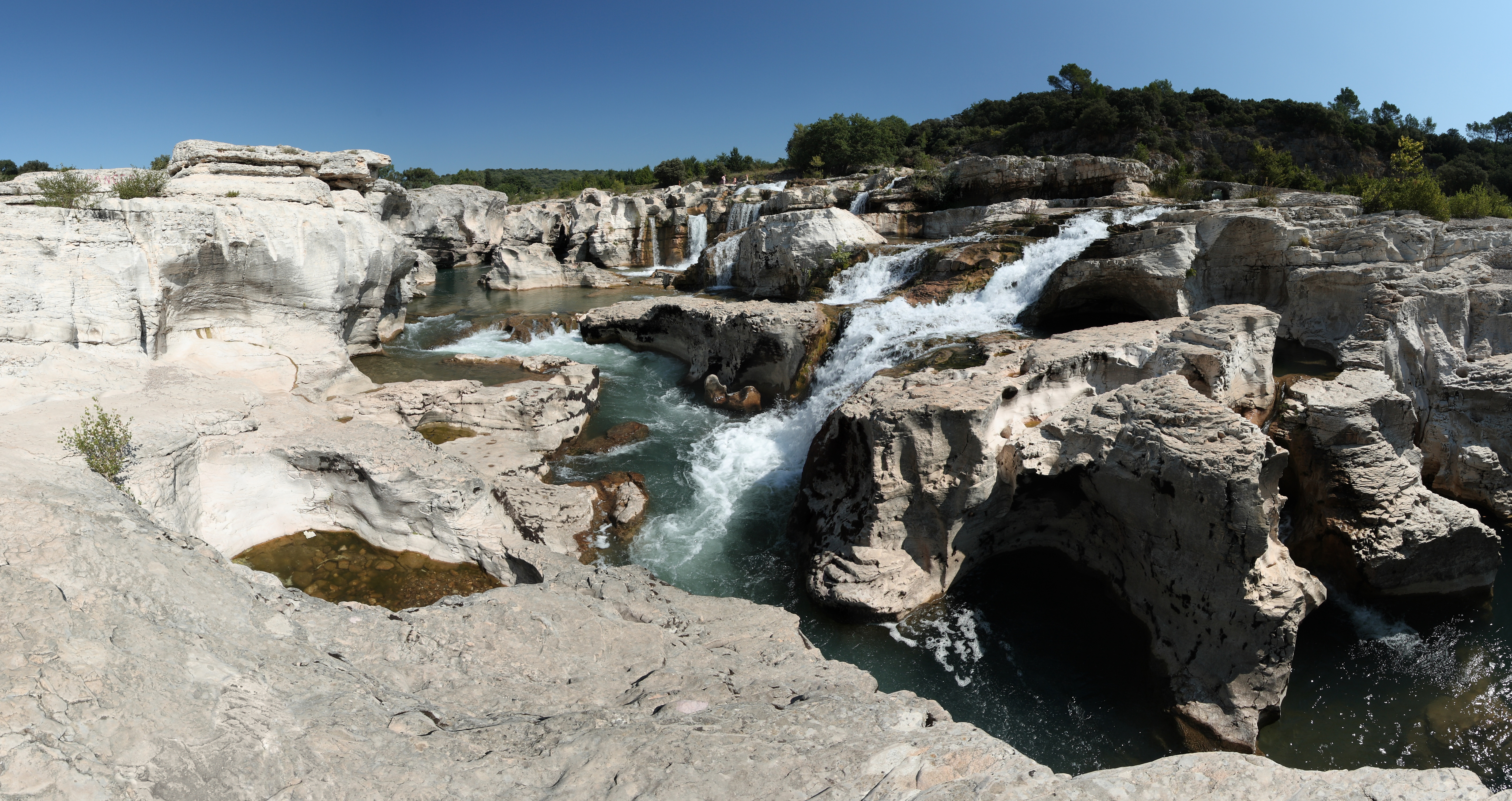
Cascades du Sautadet à La Roque-sur-Cèze.

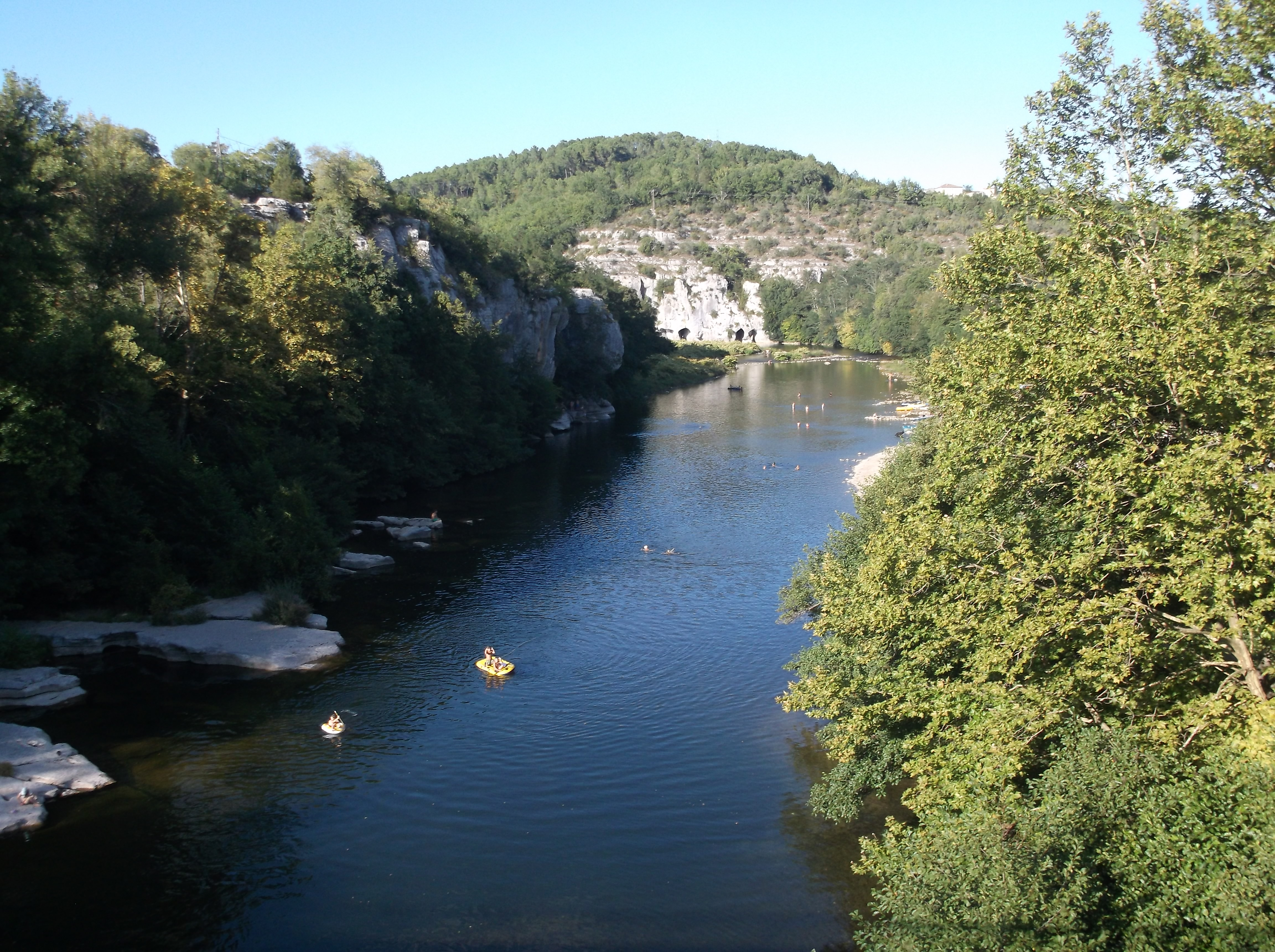
La basse vallée du Chassezac.

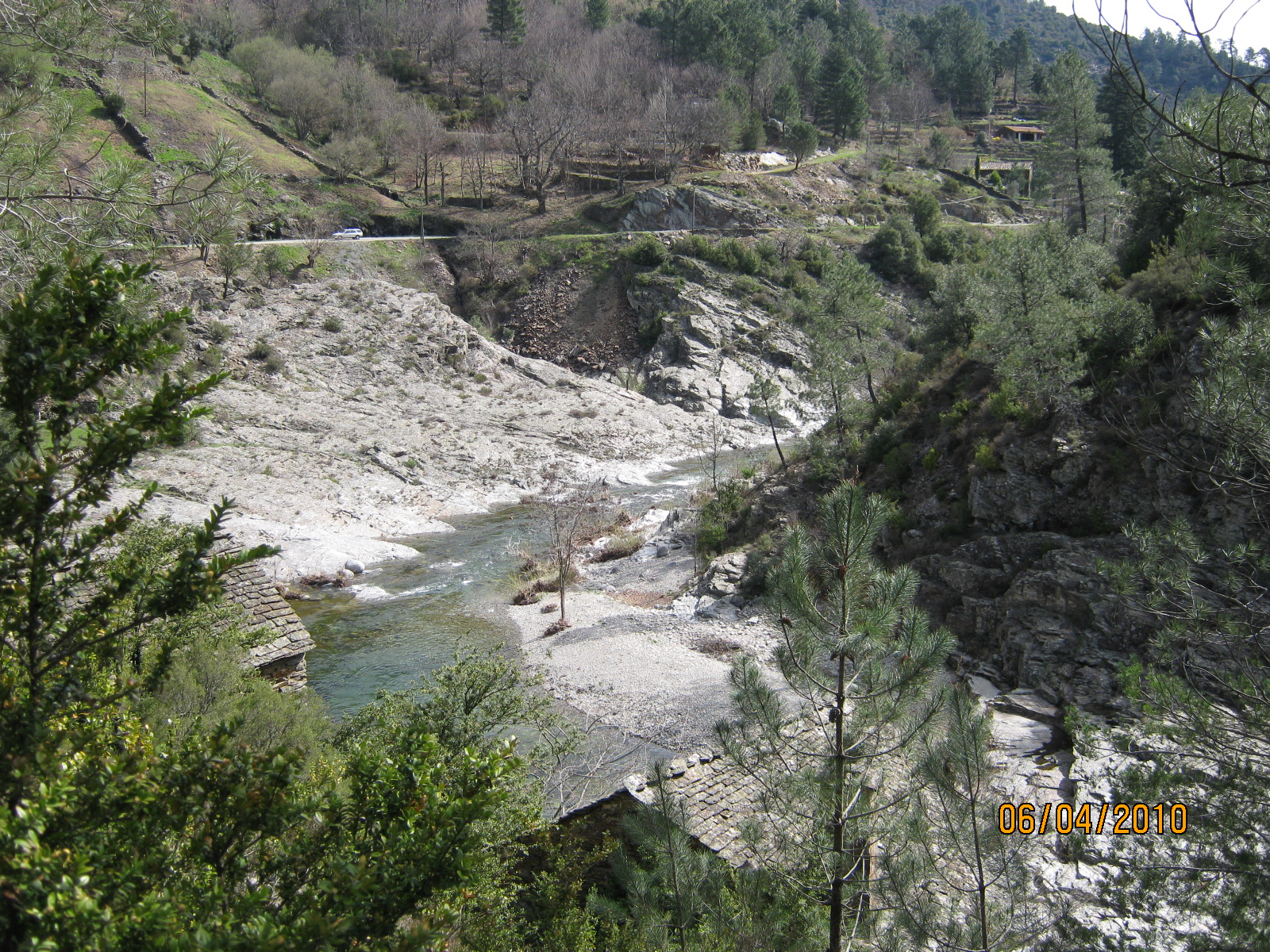
La Drobie.

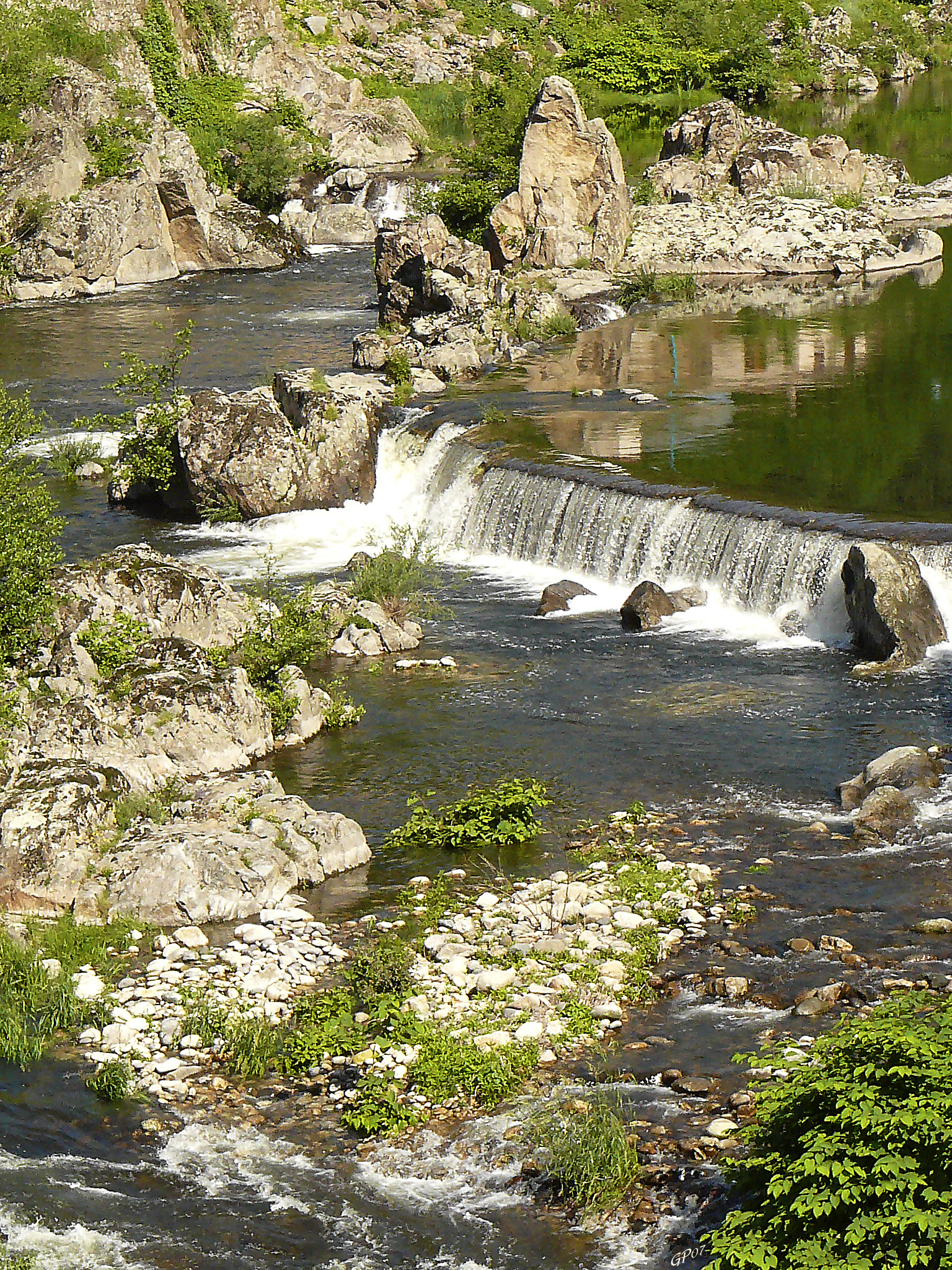
L'Eyrieux au pont de Saint-Sauveur-de-Montagut.

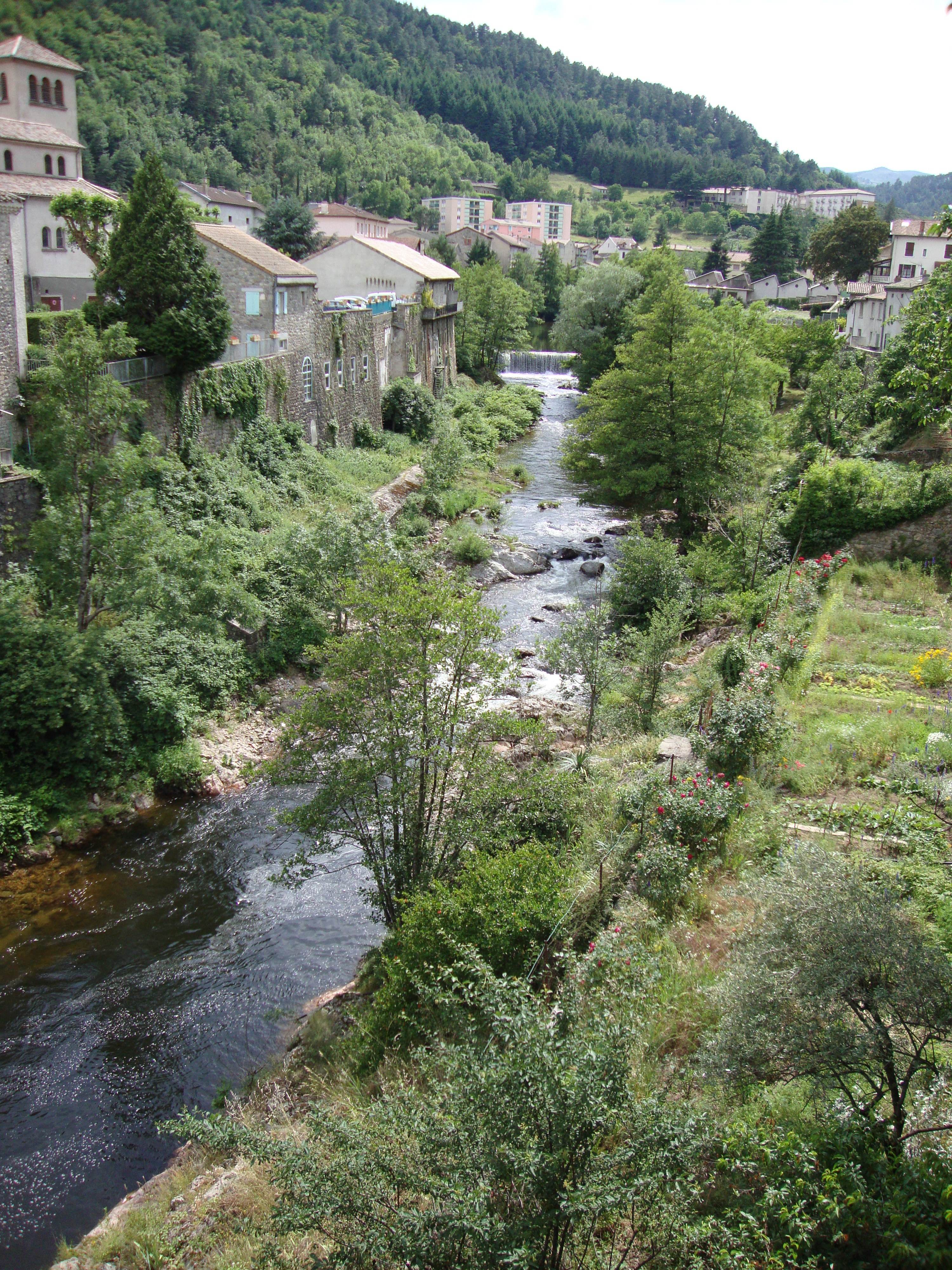
La Glueyre à Saint-Sauveur-de-Montagut.

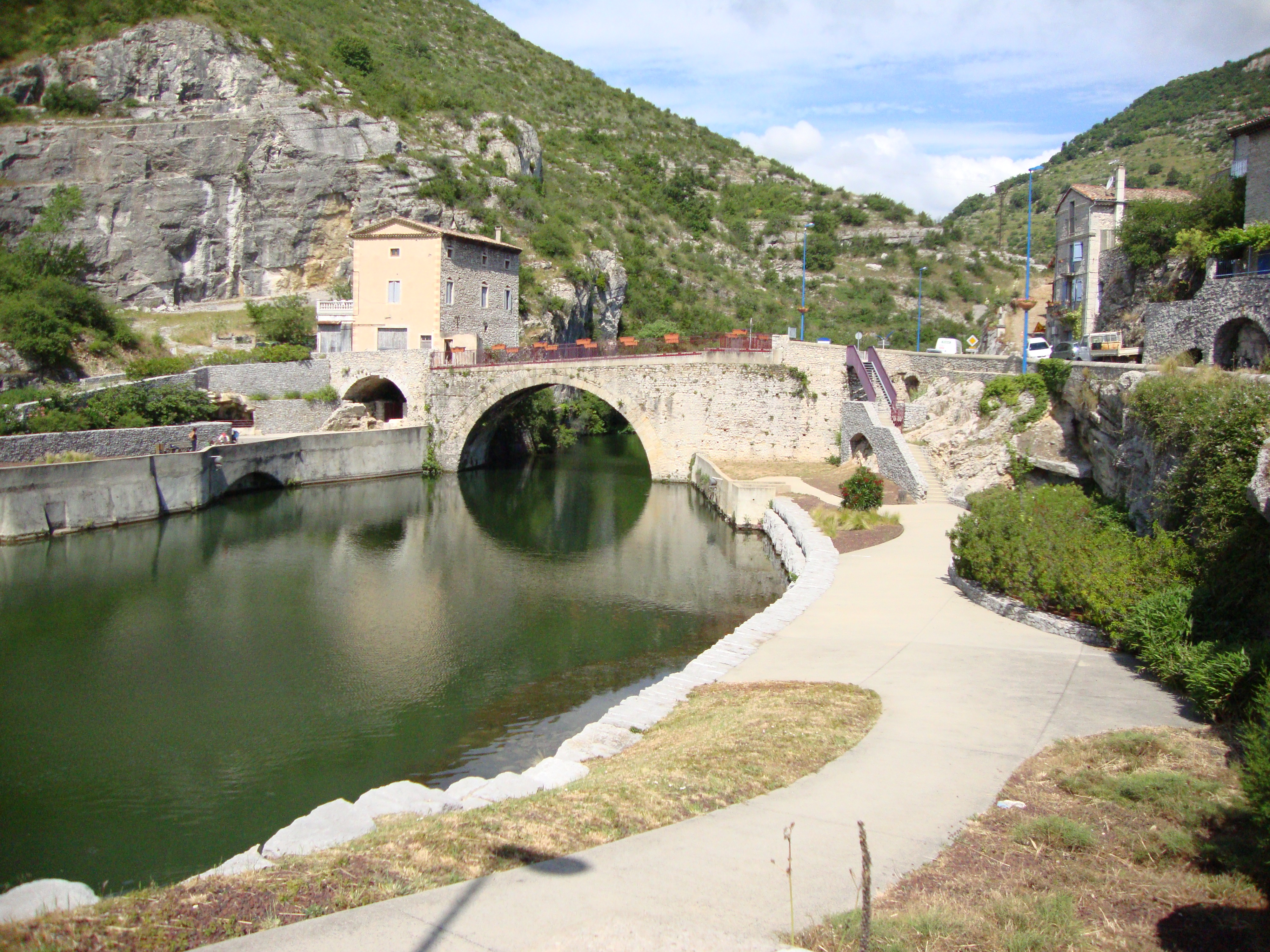
L'Ouvèze au Pont Romain au Pouzin.

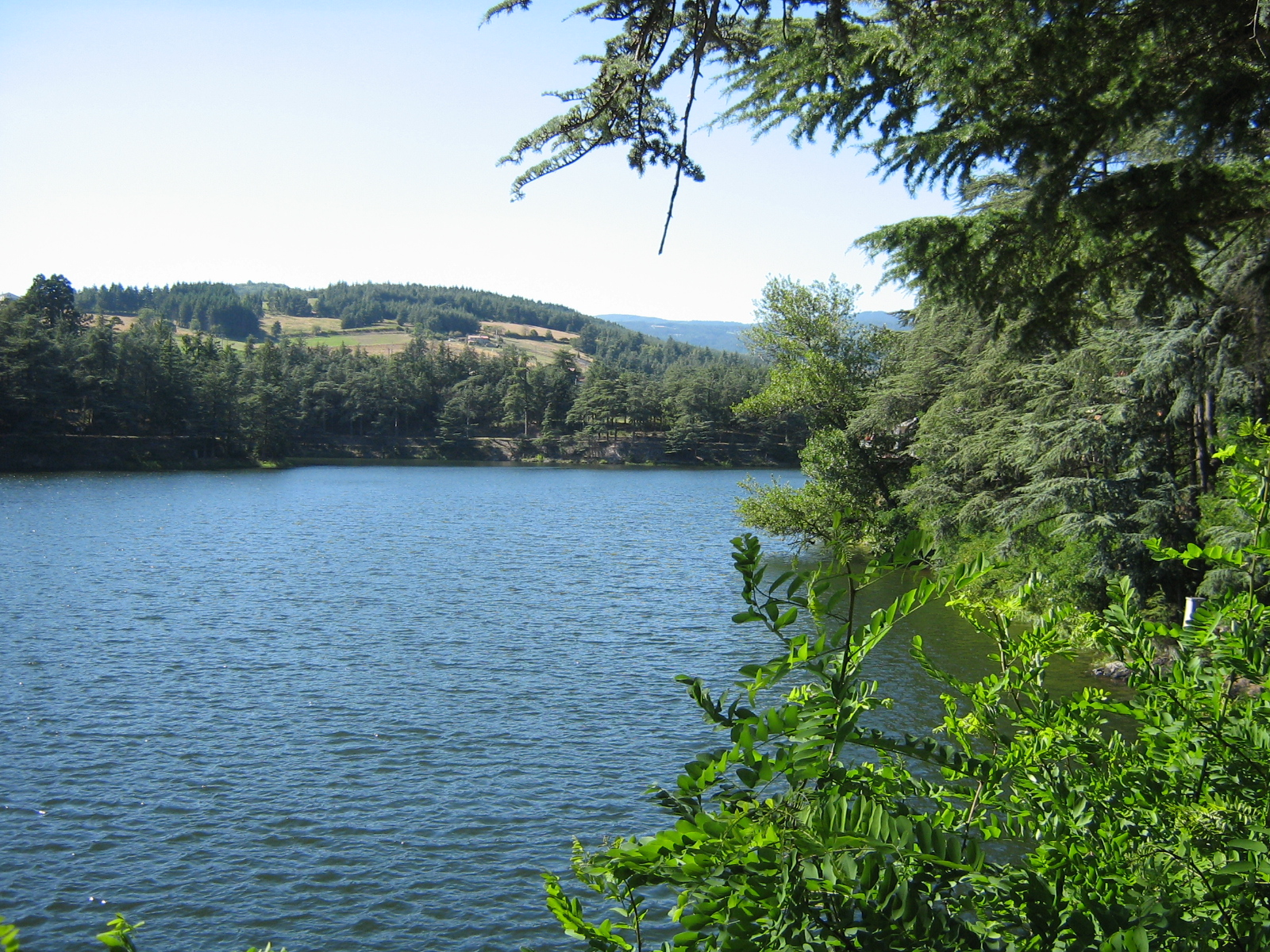
Le lac du Ternay.

- Abeau[S 1] - Aigue Nègre[S 2] - Allier[S 3] - Alune[S 4] - Ardèche[S 5] - Auzène[S 6] - Auzon[S 7] - Auzon[S 8] - Ay[S 9]
- Beaume[S 10] - Bézorgues[S 11] - Borne[S 12] - Boulogne[S 13] - Bourges[S 14] - Boyon[S 15]
- Cance[S 16] - Cèze[S 17] - Chassezac[S 18] - Cholet[S 19] - Claduègne[S 20] - Claysse[S 21] - Conche[S 22] - Condoie[S 23]
- Dardaillon[S 24] - Daronne[S 25] - Déôme[S 26] - Dérivation de Beauchastel[S 27] - Dorne[S 28] - Doux[S 29] - Douzet[S 30] - Drobie[S 31] - Dunière[S 32] - Duzon[S 33]
- Eal[S 34] - Embroye[S 35] - Escoutay[S 36] - Espézonnette[S 37] - Eyrieux[S 38] - Eysse[S 39]
- Fontolière[S 40]
- Gage[S 41] - Ganière[S 42] - Glueyre[S 43] - Granzon[S 44] - Grozon[S 45]
- Ibie[S 46]
- Lande[S 47] - Langougnole[S 48] - Lavézon[S 49] - Lichechaude[S 50] - Ligne[S 51] - Lignon[S 52] - Lignon du Velay[S 53] - Luol[S 54]
- Malecham[S 55] - Masméjan[S 56] - Mazan[S 57] - Méjeanne[S 58] - Mézayon[S 59] - Monastier[S 60]
- Nègue[S 61]
- Oize[S 54] - Ouvèze[S 62]
- Padelle[S 63] - Payre[S 64] - Pourseille[S 65] - Pradal[S 66] - Prat Sauvage[S 67]
- Rance[S 68] - Rieutord[S 69] - Rimande[S 70] - Rivière de Salindres[S 71] - Roubreau[S 72] - Rounel[S 73]
- Saliouse[S 74] - Sialle[S 75] - Sandron[S 76] - Sumène[S 77] - Sure[S 78]
- Talaron[S 79] - Tauron[S 80] - Ternay[S 81] - Thines[S 82] - Tourne[S 83] - Turzon[S 84]
- Vernason[S 85] - Veyradeyre[S 86] - Veyruègne[S 87] - Volane[S 88]

## Classement par fleuve et bassin versant
Le territoire ardéchois est tributaires de deux des grands bassins hydrographiques français :
- le bassin du Rhône, via l'Ardèche, qui se jette dans la Méditerranée ;
- le bassin de la Loire, fleuve coulant vers l'océan Atlantique.

Le bassin de la Loire, qui prend sa source au pied du mont Gerbier de Jonc, ne concerne que la frange ouest du département. Les principaux cours d'eau du département coulent directement vers le Rhône, ou sont tributaires du bassin versant de l'Ardèche et du Chassezac, son principal affluent. Le cours de l'Allier, affluent de la Loire, marque la frontière de l'Ardèche et de la Lozère sur une vingtaine de kilomètres, peu après sa source.
| Affluents du Rhône 544,9 km | Affluents de la Loire 1 005,9 km | Ardèche 125,1 km et ses affluents |
| --- | --- | --- |
| - L'Ay (rd), 31,8 km - L'Ardèche (rd), 125,1 km - La Cance (rd), 41,3 km - La Déôme (rg), 70,1 km - Le Ternay (rg), 15,1 km - la Cèze (rd), 128,4 km - la Claysse (rd), 21,9 km - La Ganière (rg), 27,3 km - l'Abeau (rd), 9,1 km - la Conche (rd), 16,7 km - la Dérivation de Beauchastel (rd) 7,2 km - L'Embroye (rd), 14,9 km - Le Turzon (rd), 13,4 km - Le Doux (rd), 70,1 km - Le Condoie (rd), 9,6 km - Le Douzet (rd), 10,2 km - La Sumène (rd), 14,2 km - Le Grozon (rd), 16,2 km - L'Eal (rg), 7,9 km - la Daronne (rg), 25,2 km - Le Duzon (rd), 32,2 km - Le Ruisseau de Sialle (rg), 7,2 km - L'Escoutay (rd), 23,1 km - La Nègue (rd), 14,6 km - Le Dardaillon (rg), 10,4 km - L'Eyrieux (rd), 83,7 km - L'Auzène (rd), 21,9 km - Le Boyon (rd), 18,1 km - La Dorne (rd), 21,4 km - la Dunière (rg), 23,6 km - L'Eysse (rd), 22,6 km - La Glueyre (rd), 26,7 km - la Veyruègne (rd), 12,4 km - La Rimande (rd), 14,2 km - La Saliouse (rd), 19,5 km - Le Talaron (rd), 17,7 km - Le Lavézon (rd), 16,3 km - Le Rieutord (rg), 10,2 km - L'Ouvèze (rd), 27,3 km - Le Mézayon, 13,5 km - La Payre (rd), 21,3 km - Le Ruisseau de Tourne (rd), 6,1 km | - L'Aigue Nègre (rd), 4,6 km - L'Allier (rg), 420,7 km - L'Espézonnette (rd), 24,5 km - Le Masméjan (rd), 14,6 km - Le Gage (rd), 12,9 km - Le Tauron (rd), 11,2 km - La Langougnole (rg), 17,6 km - Le Lignon du Velay 85,1 km - Le Monastier, 7 km - Le Cholet, 5,2 km - La Méjeanne (rg), 17,5 km - La Padelle (rd), 12,5 km - Le Prat Sauvage, 5,4 km - Le Vernason (rg), 13,8 km - Le Pradal (rg), 4,9 km - Le Mazan (rd), 10 km - Le Rance (rd), 4,6 km - Le Malecham (rd), 3,8 km - Le Veyradeyre (rd), 15,9 km | - L'Auzon (rd), 10,4 km - L'Auzon (rg), 25,5 km - La Claduègne (rg), 19,7 km - La Beaume (rd), 43,9 km - L'Alune (rd), 10,2 km - la Drobie (rd), 22,8 km - Le Chassezac (rd), 84,6 km - La Borne (rg), 35,5 km - La Rivière de Lichechaude (rg), 12,8 km - La Sure (rg), 12,9 km - le Granzon (rd), 14,8 km - la Rivière de Thines (rg), 15,5 km - la Rivière de Salindres (rg), 22 km - La Fontolière (rg), 20,9 km - La Bourges (rg), 19,4 km - La Pourseille (rg), 5,7 km - L'Ibie (rg), 32,9 km - le Rounel (rg), 11,8 km - La Ligne (rd), 23 km - La Lande (rg), 20,5 km - Le Roubreau (rd), 12,9 km - Le Lignon (rd), 20,7 km - Le Luol ou l'Oize (rg), 18,9 km, - La Boulogne (rg), 11,3 km - Le Sandron (rg), 18,1 km - La Volane (rg), 22,5 km - La Bézorgues (rd), 18,8 km |

## Hydrologie
la Banque Hydro a référencé les cours d'eau suivants : 
- L'Allier à : 
  - Laveyrune (Rogleton 1)[BH 1], Laveyrune (Rogleton 2)[BH 2],
- l'Ardèche à :
  - Pont-de-Labeaume[BH 3], Pont-de-Labeaume (Pont de Rolandy)[BH 4], Meyras (Pont Barutel)[BH 5], Vogüé[BH 6], Ucel[BH 7], Vallon-Pont-d'Arc[BH 8], Saint-Martin-d'Ardèche (Sauze-Saint-Martin)[BH 9],
- L'Ay à Ardoix (Pont de Rau)[BH 10],
- la Beaume à :
  - Saint-Alban-Auriolles (Peyroche)[BH 11], Saint-Alban-Auriolles[BH 12], Rosières[BH 13],
- le Borne à Saint-Laurent-les-Bains (Pont de Nicoulaud)[BH 14],
- La Cance à :
  - Annonay[BH 15], Sarras[BH 16],
- le Chassezac à :
  - Berrias-et-Casteljau (Chaulet)[BH 17], Chambonas (Les Bertronnes)[BH 18], Gravières[BH 19],
- Le Doux à : 
  - Lamastre[BH 20], Colombier-le-Vieux[BH 21], Tournon-sur-Rhône[BH 22],
- l'Embroye à Toulaud[BH 23],
- l'Eyrieux à :
  - Beauvène (Pont de Chervil)[BH 24], Cheylard[BH 25], Ollières-sur-Eyrieux[BH 26], Saint-Fortunat-sur-Eyrieux[BH 27], Saint-Fortunat-sur-Eyrieux (Pontpierre)[BH 28],
- le ruisseau des Fontaines à Saint-Alban-Auriolles[BH 29],
- la Fontolière à Meyras (Pont de Pourtalou)[BH 30],
- la Glueyre à Gluiras (Tisonèche)[BH 31],
- la Ligne à Labeaume (Gourami)[BH 32],
- la Loire à :
  - Usclades-et-Rieutord[BH 33], Issarlès[BH 34], Issarlès[BH 35],
- L'Ouvèze au Pouzin (Fond du Pouzin)[BH 36],
- Le Rhône à :
  - la Voulte-sur-Rhône[BH 37], Viviers[BH 38], Viviers[BH 39], Bourg-Saint-Andéol[BH 40],
- Le Ternay à Savas (Ternay)[BH 41],
- la Tourne à Bourg-Saint-Andéol[BH 42],
- la Volane à Vals-les-Bains[BH 43].

## Syndicats de rivières
Les cours d'eau du département de l'Ardèche sont regroupés en six syndicats de rivières :
- le syndicat mixte Ardèche Claire, porteuse du contrat de rivière « Ardèche et affluents d'amont », sis à Vogüé[4] ;
- le bassin versant de l'Ardèche[5] ;
- le syndicat Eyrieux clair, sis à Le Cheylard[6] ;
- le Syndicat des trois rivières, Cance Deûme et Torrenson, sis à Davezieux[7] ;
- la communauté de communes du Tournonais, sis à Mauves[8] ;
- le syndicat de rivière Beaume-Drobie, sis à Joyeuse[9].